# Suzuki Inazuma 250
Die Inazuma 250 (japanisch für „Blitz“) ist ein relativ günstiges (Einsteiger-)Motorrad vom japanischen Motorradhersteller Suzuki. Das neue Modell ist ohne Verkleidung als sogenanntes Naked Bike für den weltweiten Markt konzipiert und wurde 2012 vorgestellt. In Nordamerika heißt das Modell „GW 250“. In der Schweiz wurde das Motorrad Ende 2012 für 4.980 CHF (ca. 4.100 EUR) angeboten.
Zum Modelljahr 2015 wurde eine vollverkleidete Variante „250 F“ mit ins Angebot aufgenommen.
Das Motorrad hat einen 250-cm³-Zweizylinder-Motor mit Sechsgang-Getriebe, und eine (abschaltbare) Schaltanzeige für zwei verschiedene Fahrweisen (Normal und Eco). Es ist in den Farben Rot und Schwarz verfügbar.
Die Suzuki Inazuma 250 wurde im Januar 2014 als unterschätzter Kandidat an die Spitze der Motorrad-Neuzulassungen in Deutschland geschoben; es war somit das meistverkaufte Motorrad in Deutschland.

## Kritik
Von der Zeitschrift Motorrad wurden das relativ hohe Leergewicht von 187 kg (Herstellerangabe: 182 kg) für eine 250er Maschine und das fehlende ABS, welches auch nicht gegen Aufpreis erhältlich ist, kritisiert. Durch das hohe Gewicht verlange die Inazuma stets hohe Drehzahlen, um zügig zu beschleunigen. Des Weiteren störe das kippelige Lenkverhalten, und auch der hohe Verbrauch von 4,4 Litern auf 100 Kilometer sei zu tadeln.
Weitere Schwächen seien die „mauen Bremsen“ und die „teils lieblosen Teile“ am Motorrad.
Gelobt wurden indes unter anderem die hohe Laufkultur des Reihenzweizylinders und die leise Doppel-Auspuffanlage, die ein „dezentes Blubbern“ erzeuge. Ebenso die gelungene Fahrwerksabstimmung, die dem Piloten viel Komfort biete und dennoch Reserven für einen Sozius bereit halte.